# شادراك لوكومبي
شادراك لوكومبي (مواليد 14 أبريل 1997) هو لاعب كرة قدم كونغولي يلعب في مركز الجناح في نادي النهضة البركانية.